# Les Loges (Górna Marna)
Loges – miejscowość i gmina we Francji, w regionie Grand Est, w departamencie Górna Marna.
Według danych na rok 1999 gminę zamieszkiwało 126 osób, a gęstość zaludnienia wynosiła 11 osób/km².